# Falkenbach
Falkenbach é uma banda de viking metal formada em 1989 na Alemanha. A maioria das letras da banda estão em inglês, mas há também letras em latim e alemão antigo.

## Integrantes

### Atuais
- Vratyas Vakyas - guitarra, teclado e vocal

### Anteriores
- Hagalaz - Guitarras em Ok Nefna Tysvar Ty.
- Tyrann - Vocais em Ok Nefna Tysvar Ty.
- Boltthorn - Bateria em Ok Nefna Tysvar Ty.

## Discografia

### Álbuns
- ...En Their Medh Riki Fara...      (1996)
- ...Magni Blandinn Ok Megintiri...  (1998)
- Ok Nefna Tysvar Ty                 (2003)
- Heralding - The Fireblade          (2005)
- Tiurida                            (2011)
- Asa                                (2013)

### Demos
- Havamal                        (1989)
- Laeknishendr                   (1995)
- Promo '95                      (1995)
- Skinn Af Sverði Söl Valtiva... (1996)
- Asynja                         (1995)